# Драшан
Драша́н (болг. Драшан) — село у Врачанській області Болгарії. Входить до складу общини Бяла Слатина.

## Населення
За даними перепису населення 2011 року у селі проживали 185 осіб, з них 179 осіб (97,3%) — болгари.
Розподіл населення за віком у 2011 році:
Динаміка населення: